# Дабенско благо
Дабенско благо (буг. Дъбенското съкровище) јесу археолошки вриједни предмети пронађени у данашњој Бугарској, датирани на период између 2450. и 2100. године ПХ.

## Проналазак
Благо је откривено у лето 2004. године у селу Дабене, Карлово, током ископавања које је водио археолог Мартин Христов. Нови предмети су на нализишту откривени од 2005 до 2007.
Претпоставља се да је у Карловом пољу, гдје се налази село Дабене, некада постојао производни занатски центар. Златни елементи нијесу пронађени у гробној хумци, нема остатака људских костију, односно нијесу део погребног поклона.
Ископавања у близини Дабене почињу након што су двојица археолога из Националног историјског музеја упознали мештанку која је носила изврсно израђену златну огрлицу коју је пронашао њен муж док је орао своја поља трактором. Пар је помагао археолозима у потрази за налазима. Пошто је благо пронађено у пољопривредном земљишту, археолози су морали да воде рачуна о времену ископавања уз пољопривредне активности.
Археолози још увек немају консензус о поријеклу благо, наводи се да је оно трачко или прототрачко.